# Дискографија Ешли Симпсон
Америчка певачица Ашли Симпсон издала је три студијска албума, девет синглова и девет спотова. Симпсон је дебитовала као глумица 2001. године појавивши се у телевизијској серији Седмо небо. Године 2003, почела је да компоније соло материјал и потписала је уговор са дискографском кућом Geffen Record у Сједињеним Америчким Државама.
Симпсонин дебитантски албум Autobiography објављен је јула 2004. Албум, састављен од поп рок песама достигао је прво место на америчкој топ-листи Billboard 200, а Америчко удружење дискографских кућа (RIAA) му је доделило троструки платинасти сертификат. На листи UK Albums Chart у Уједињеном Краљевству досегао је 31. место и добио је златни сертификатБританске фонографске индустрије (BPI). Албум је у САД продат у три милиона примерака и произвео је три сингла. Дебитантски сингл Ешли под називом Pieces of Me стигао је до петог места на америчкој лестивици Billboard Hot 100, а RIAA му је дала златни сертификат. La La, њен трећи сингл, достигао је 86. место у САД, а добио је златни сертификат RIAA-е.
Њен други албум I Am Me објављен је у октобру 2005. Дебитовао је на првом месту у САД, а касније му је RIAA уручила платинасти сертификат. У Великој Британији, албум је заузео 50. позицију. I Am Me је продат у више од 900.000 примерака у САД и произвео два сингла која су се нашла у најбољих четрдесет на листама. Главни сингл албума Boyfriend, досегао је осмо место у Аустралији, Симпсонин други најбоље пласирани аудио-запис у то време, а ARIA му је доделила златни сертификат. Следећи сингл L.O.V.E. стигао је до петог места у Аустралији, а до двадесет и другог у Америци. Самостални сингл објављен 2006, Invisible достигао је 21. позицију у САД. Bittersweet World, Симпсонин трећи албум објављен је у априлу 2008. Албум је досегао четврту позицију у Америци и педесет седму у Великој Британији. Синглови са албума нису били успешни у САД. Little Miss Obsessive, у сарадњи са вокалима групе Plain White T's, достигао је број деведесет шест на листи Billboard Hot 100 и седамдесет и два у Канади. Outta My Head (Ay Ya Ya) није успео да се пласира у САД, али је био успешан у Аустралији стигавши до првих 20, а у УК је заузео 24. позицију. Симпсон је 2012. самостално објавио промотивни сингл Bat for a Heart. У 2018. години формирала је дуо са супругом Еваном Росом и издала EP Ashlee + Evan за Access Records.

## Студијски албуми
| Име                                                                                | Појединости | Позиције | Позиције | Позиције | Позиције | Позиције | Позиције | Позиције | Позиције | Позиције | Позиције | Позиције | Сертификати                                                            |
| Име                                                                                | Појединости | САД      | АУС      | АУТ      | КАН      | НЕМ      | ИР       | ЈАП      | НОР      | ШВЕ      | ШВА      | УК       | Сертификати                                                            |
| ---------------------------------------------------------------------------------- | --- | -------- | -------- | -------- | -------- | -------- | -------- | -------- | -------- | -------- | -------- | -------- | ---------------------------------------------------------------------- |
| Autobiography                                                                      | - Датум издавања: 20. јул 2004. - Дискографска кућа: Geffen (B000291302) - Формати: CD, дигитално преузимање     | 1        | 40       | 37       | 8        | 27       | 22       | 6        | 29       | 44       | 36       | 31       | - RIAA: 3× платинасти - BPI: златни - MC: 2× платинасти - RIAJ: златни |
| I Am Me                                                                            | - Датум издавања: 18. октобар 2005. - Дискографска кућа: Geffen (B000543602) - Формати: CD, дигитално преузимање | 1        | 35       | 60       | 4        | —        | —        | 13       | —        | —        | —        | 50       | - RIAA: платинасти - MC: златни                                        |
| Bittersweet World                                                                  | - Датум издавања: 19. април 2008. - Дискографска кућа: Geffen (B001023102) - Формати: CD, дигитално преузимање   | 4        | 41       | 55       | 8        | 88       | 16       | 41       | —        | —        | —        | 57       |                                                                        |
| „—” означава да се аудио-запис није пласирао на листу или није издат у тој регији. | |          |          |          |          |          |          |          |          |          |          |          |                                                                        |

## Синглови
| Pieces of Me                                                                       | 2004. | 5  | 7  | 15 | —  | 26 | 10 | 3  | 32 | 11 | 4  | - RIAA: златни - ARIA: златни | Autobiography     |
| Shadow                                                                             | 2004. | 57 | 31 | 60 | —  | 42 | —  | —  | —  | 30 | —  |                               | Autobiography     |
| La La                                                                              | 2004. | 86 | 10 | 46 | —  | 68 | 16 | —  | 11 | —  | 11 | - RIAA: златни - ARIA: златни | Autobiography     |
| Boyfriend                                                                          | 2005. | 19 | 8  | 45 | —  | 56 | 13 | 19 | 21 | —  | 12 | - ARIA: златни                | I Am Me           |
| L.O.V.E.                                                                           | 2005. | 22 | 5  | —  | —  | —  | —  | —  | 12 | —  | —  | - ARIA: златни                | I Am Me           |
| Invisible                                                                          | 2006. | 21 | —  | —  | —  | —  | —  | —  | —  | —  | —  |                               | сингл без албума  |
| Outta My Head (Ay Ya Ya)                                                           | 2007. | —  | 16 | 71 | 59 | 30 | 15 | —  | —  | —  | 24 |                               | Bittersweet World |
| Little Miss Obsessive                                                              | 2008. | 96 | —  | —  | 72 | —  | —  | —  | —  | —  | —  |                               | Bittersweet World |
| Bat for a Heart                                                                    | 2012. | —  | —  | —  | —  | —  | —  | —  | —  | —  | —  |                               | сингл без албума  |
| „—” означава да се аудио-запис није пласирао на листу или није издат у тој регији. |       |    |    |    |    |    |    |    |    |    |    |                               |                   |

Напомене
1. ↑  Outta My Head (Ay Ya Ya) није се пласирао на Billboard Hot 100, али је заузео 21. место на топ-листи Bubbling Under Hot 100.[29]

## Спотови
| Назив                    | Год.  | Режисер                       |
| ------------------------ | ----- | ----------------------------- |
| Pieces of Me             | 2004. | Стефан Смит                   |
| Shadow                   | 2004. | Лиз Фридландер                |
| La La                    | 2004. | Џозеф Кан                     |
| Undiscovered1            | 2005. | Мејерт Авис                   |
| Boyfriend                | 2005. | Марк Веб                      |
| L.O.V.E.                 | 2005. | Дајана Мартел                 |
| Invisible                | 2006. | Марк Веб                      |
| Outta My Head (Ay Ya Ya) | 2007. | Алан Фергусон                 |
| Bat for a Heart          | 2012. | Кристин Бернс и Џастин Колома |

- 1 Спот песме Undiscovered је снимак из истоименог филма из 2005.

## Остали наступи
| Назив                                     | Год.  | Албум                             |
| ----------------------------------------- | ----- | --------------------------------- |
| Christmas Past, Present and Future        | 2002. | School's Out! Christmas           |
| Just Let Me Cry                           | 2003. | Freaky Friday Original Soundtrack |
| The Little Drummer Boy (с Џесиком Симпон) | 2004. | Rejoyce: The Christmas Album      |
| Irresistible                              | 2008. | Raw & Bangin' Mixtape Vol. 2      |
| Weekend                                   | 2008. | Џон Фелдман: Unreleased Demos     |